# Hudiksvalls län
Hudiksvalls län was tussen 1645 en 1654 een provincie van Zweden. De provincie was ontstaan, doordat de provincie Norrlands län in 1645 werd opgedeeld in Hudiksvalls län en Härnösands län, in 1654 werden deze provincies weer samengevoegd tot Västernorrlands län. De hoofdplaats van de provincie was Hudiksvall.
Hudiksvalls län bestond uit de landschappen Gästrikland, Hälsingland en Härjedalen.